# Fritz Epstein (Architekt)
Fritz Epstein (* 4. Dezember 1877 in Dresden; ✡ 5. April 1960 in Bad Ems) war ein deutscher Architekt und Sachverständiger jüdischer Herkunft.

## Leben
Fritz Epstein studierte an der Kunstgewerbeschule Dresden, an der Baugewerbeschule Berlin sowie an der Technischen Hochschule Berlin-Charlottenburg. Er arbeitete nach seinem Studium als Architekt in Wesel, Mannheim, Dresden und Kassel. Ab 1904 war Fritz Epstein beruflich in Frankfurt am Main tätig.
Im Mai 1933 emigrierte Epstein gemeinsam mit seiner Ehefrau und seinem zweiten Sohn Alfred Ernst nach Tel Aviv, im damaligen britischen Mandatsgebiet Palästina. Im November 1933 wurde Fritz Epstein aufgrund seiner jüdischen Herkunft aus dem Bund Deutscher Architekten (BDA) ausgeschlossen.
Nach dem Tod seiner Ehefrau kehrte Epstein nach Frankfurt zurück und wurde im August 1956 wieder in den BDA aufgenommen. Er lebte bis zu seinem Tod im jüdischen Altersheim, das auf dem Gelände des ehemaligen Krankenhauses der Israelitischen Gemeinde in der Gagernstraße 36, im Stadtteil Bornheim, errichtet worden war.

## Wirken
Fritz Epstein plante in Frankfurt am Main in den Jahren von 1904 bis 1933 etwa 150 Objekte. 1909 leitete er den umfangreichen Umbau des Gemeindehauses der Israelitischen Gemeinde in der Allerheiligenstraße und die Renovierung der Hauptsynagoge an der Börnestraße. Bei den von Epstein entworfenen Villen in Bockenheim und im Nordend waren genau wie bei den von ihm geplanten Reihenhäusern im Westend noch Gründerzeit-Stilelemente integriert. Epsteins Hinwendung zur Sachlichkeit der Moderne wurde in den von ihm geplanten Mietshäusern in Eschersheim und Bornheim deutlich.
Unter seiner Leitung wurde das frühere Geschäftshaus der Firma M. A. Rothschild & Söhne in der Frankfurter Fahrgasse zum Verwaltungsgebäude der Israelitischen Gemeinde Frankfurt umgebaut. Nach dem Abschluss der Umbauarbeiten im August 1921 zog die Israelitische Gemeindeverwaltung von der Frankfurter Hochstraße in das ehemalige Rothschildtische Geschäftshaus um.
Epstein war Mitglied der Frankfurter Ortsgruppe der Zionistischen Vereinigung für Deutschland sowie Mitbegründer und Vorsitzender des Reichsverbandes der technischen Berufe Deutschlands. Epstein war außerdem Begründer und Vorstandsmitglied der Gemeinnützigen Gesellschaft für Wohnungsbau Frankfurt. Zudem engagierte er sich wie Bertha Pappenheim in Frankfurt am Main ehrenamtlich als Armen- und Waisenpfleger. Er fungierte auch als Vorsitzender des jüdischen Arbeitsamtes, das die staatliche Arbeitsvermittlung bei der Stellenvermittlung und Berufsberatung jüdischer Arbeitssuchender unterstützte.

## Familie
Fritz Epstein war Sohn von Siegfried Epstein (* 1847 in Lübz; ✡ 16. März 1917 in Frankfurt am Main) und dessen Ehefrau Line Epstein, geborene Pitsch (* 1851 in Bunzlau; ✡ 13. November 1921 in Frankfurt am Main), die im Jahr 1870 in ((Breslau)) geheiratet hatten. Fritz Epstein hatte sechs Geschwister.
Am 28. Oktober 1902 heiratete Fritz Epstein in Magdeburg Margarethe Mayerstein (* 27. Dezember 1876 in Egeln, ✡ 1955). Am 31. Oktober 1903 kam der erste Sohn Werner Hugo in Kassel zur Welt. Werner Hugo Epstein flüchtete 1934 nach Frankreich. Er heiratete am 28. April 1935 in Paris die in Mainz geborene Else Elisabeth Gunter. Er war wie zuvor in Deutschland in Frankreich als Werbegrafiker tätig und starb 1987 in Paris. Der zweite Sohn Alfred Ernst Epstein wurde am 6. März 1912 in Frankfurt am Main geboren. Er flüchtete 1933 gemeinsam mit seinen Eltern nach Palästina und arbeitete dort als Architekt. 
Alfred Ernst Epstein heiratete am 1. November 1942 in Jerusalem Lotte Kaufmann, der gemeinsam mit ihrer Schwester Gertrude 1935/36 die Flucht von Frankfurt am Main nach Palästina gelungen war. Alfred Ernst Epstein starb 1977 in Jerusalem.

## Veröffentlichung
- Kultusbauten und Kultusgegenstände in der Provinz Hessen. In: Notizblatt der Gesellschaft zur Erforschung jüdischer Kunstdenkmäler. Frankfurt am Main, 1906

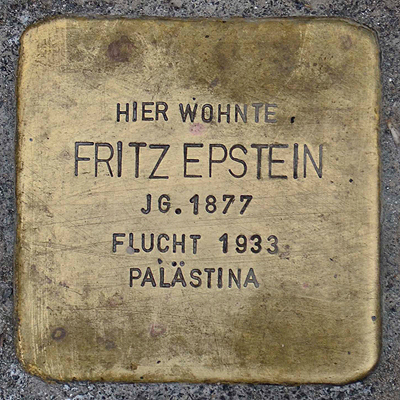
Stolperstein

## Ausstellung
Mit der Ausstellung »Spurensuche – Der Architekt Fritz Epstein«, die am 27. Januar 2025 mit einer Vernissage eröffnet wurde, erinnert die Frankfurter Gruppe des „Bundes Deutscher Architektinnen und Architekten“ an ihr ehemaliges Mitglied Fritz Epstein. Die Vernissage wurde vom BDA gezielt auf den 80. Jahrestag der Befreiung des Konzentrationslagers Auschwitz-Birkenau und somit den Internationalen Tag des Gedenkens an die Opfer des Holocaust gelegt.

## Gedenken
Im Gedenken an die Familie Epstein wurden im Frankfurter Westend, am früheren Standort der von Epstein erbauten und selbst bewohnten Villa in der Unterlindau 29, vier Stolpersteine für Fritz Margarethe, Werner und Alfred Epstein eingelassen.